# AOL Mail
AOL Mail (correo AOL a veces llamado AIM Mail) es un servicio webmail cuyo proveedor es AOL. Sus competidores principales son Gmail y Outlook. El acrónimo AIM significa AOL Instant Messenger, el programa de mensajería instantánea de America Online, este correo es gratuito e inclusive posibilita la opción de crear un dominio propio.

## Características
- Almacenamiento limitado hasta 18 gb
- Acepta que se adjunten cargas de hasta 1 TB
- Protección contra spam
- Protección contra el virus
- Corrector ortográfico
- Panel para ver que contactos están conectados

## Seguridad
Si bien no ha sido probado sin lugar a dudas, distintos especialistas en seguridad digital y ciberespionaje aseguran que el dominio "@aol" es uno de los más seguros actualmente en contra de diferentes tipos de malware y virus informáticos de agencias estatales y de individuos privados aunque no saben si esto es debido a la antigüedad y poca popularidad del mismo frente a sus principales competidores. Sostienen que ni en las filtraciones realizadas por Edward Snowden en junio del año 2013 ni en aquellas realizadas por el portal Wikileaks conocidas como Vault 7 existe alguna evidencia que pruebe lo contrario.